# Lieth (Naturschutzgebiet)
Die Lieth ist ein Naturschutzgebiet in der niedersächsischen Gemeinde Freden (Leine) und der Stadt Alfeld (Leine) im Landkreis Hildesheim.
Das Naturschutzgebiet mit dem Kennzeichen NSG HA 188 ist 52 Hektar groß. Das Gebiet steht seit dem 6. August 1998 unter Naturschutz. Zuständige untere Naturschutzbehörde ist der Landkreis Hildesheim.
Das aus fünf Teilflächen bestehende Naturschutzgebiet liegt zwischen Freden (Leine) und den zu Alfeld (Leine) gehörenden Ortsteilen Imsen und Wispenstein. Es erstreckt sich auf einem Muschelkalkrücken des Trias, der zum Leinetal steil abfällt. Als Reste früherer Nutzungsformen sind Halbtrockenrasen, Streuobstwiesen und Niederwälder erhalten. Die Halbtrockenrasen und Obstwiesen sind flächig verbuscht, weil sie nicht mehr bewirtschaftet werden. Durch Pflegemaßnahmen wie Beweidung oder Mahd wird diese Entwicklung teilweise aufgehalten und rückgängig gemacht. Im Bereich der Halbtrockenrasen siedeln u. a. Hainwachtelweizen, Skabiosen- und Wiesenflockenblume, Tüpfeljohanniskraut und Jakobsgreiskraut, aber auch Kreuzenzian, Wiesensalbei, Färberginster und Echtes Tausendgüldenkraut.
In das Naturschutzgebiet sind an die schützenswerten Flächen angrenzende Grünlandflächen, Brachen, Acker- und Waldflächen als Pufferzone einbezogen.